# L'Homme semence
L'Homme semence est un court récit, à l'origine incertaine, attribué par son éditeur à Violette Ailhaud et paru aux éditions Parole. Il raconte un épisode de la vie des femmes du village des Basses-Alpes, Le Poil, après la répression du soulèvement républicain de 1851 et la déportation de tous les hommes.
Ce récit est présenté par l'éditeur comme étant autobiographique, mais il s'agit probablement d'une fiction écrite par la romancière Maria Borrély, romancière provençale dont plusieurs récits ont été publiés par le même éditeur.

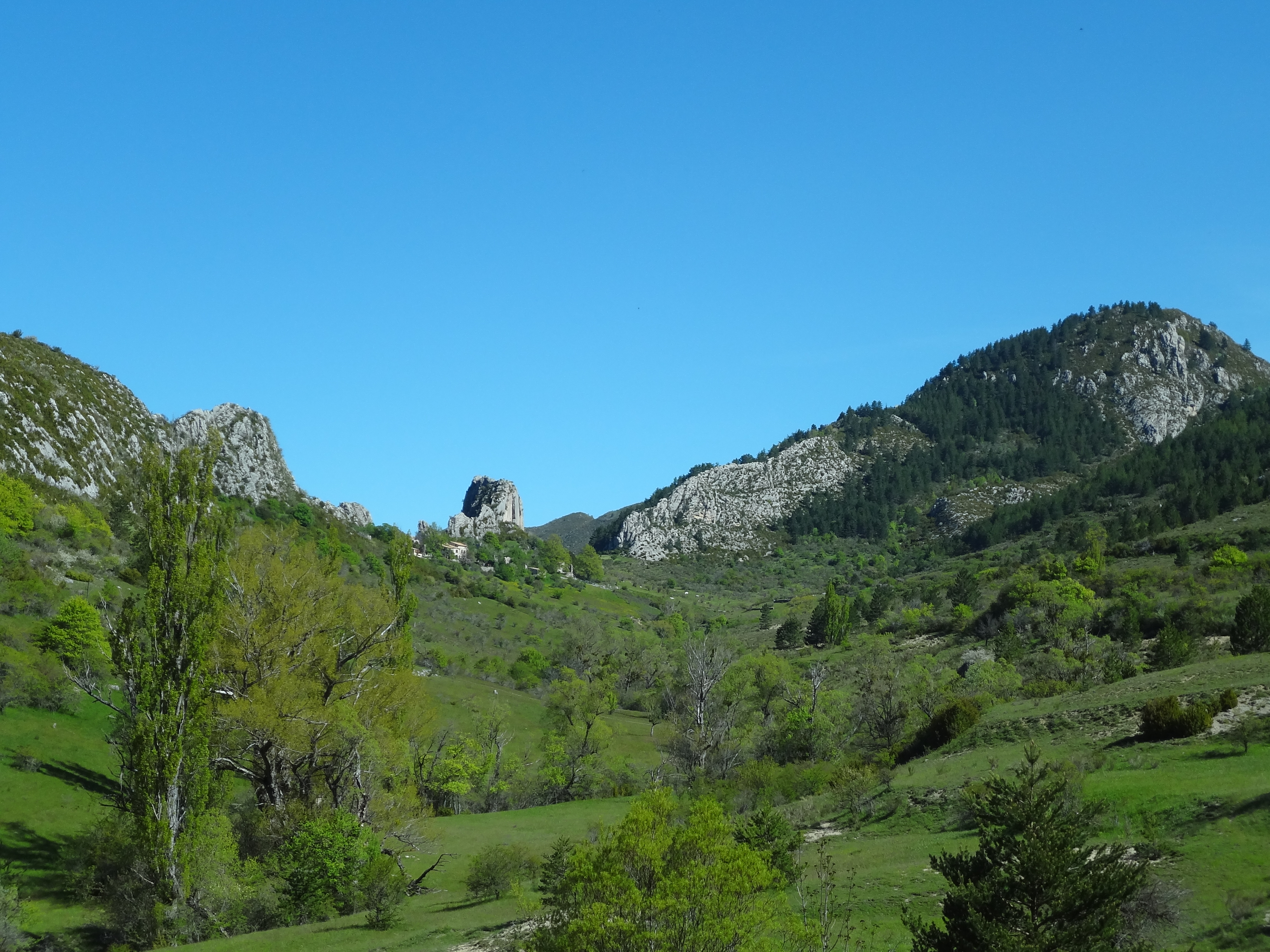
Vallon et village du Poil où est censée se dérouler l'intrigue du récit.

## Résumé
En 1852, Violette a seize ans. Son père, et tous les hommes du village, ont été déportés, dans l'élan de répression très fort qui a suivi le soulèvement républicain dans le sud est de la France, aux lendemains du coup d'État du 2 décembre 1851. Son père, qui était l'un des chefs de l'insurrection, a été envoyé au bagne de Cayenne. Son fiancé, lui, a été tué par les troupes de Louis-Napoléon Bonaparte. Dans son village reculé des Basses-Alpes, les femmes se sont retrouvées seules pour faire face au quotidien et au travail des champs. Entre elles, elles s'organisent, et décident que le premier homme qui viendra sera l'homme de toutes, pour ramener la vie au village.

## Histoire du manuscrit
Publié en 2006 par la petite maison d'édition située à Artignosc-sur-Verdon, tout près du plateau de Valensole où prennent place les événements du livre, le texte connaît un succès discret et grandissant,,,, passant principalement par le bouche à oreille. Cet engouement a donné à de nombreuses compagnies de théâtre, de conte ou de danse, envie de s'en saisir et de l'adapter. Le texte a par ailleurs été traduit en plusieurs langues (allemand, italien, espagnol,, suédois).
Le récit est présenté par l'éditeur comme un texte autobiographique d'une trentaine de pages écrit par Violette Ailhaud, institutrice des Basses-Alpes née en 1835. Il aurait été écrit en 1919, mais non publié. Les éditions Paroles prétendent que le manuscrit leur a été remis par une descendante de Violette Ailhaud. Dans la succession de cette dernière, il y aurait eu une enveloppe qui ne pouvait être ouverte par le notaire qu'à l'été 1952, soit cent ans après les faits décrits dans le roman. Selon la consigne, le manuscrit devait être confié à l'aînée des descendantes de Violette. Yvelyne se serait ainsi trouvée en possession de ce texte en juillet 1952, puis une de ses descendantes l'aurait confié à l'éditeur.
Cette présentation a rapidement été considérée comme une imposture du fait de son invraisemblance et de son manque de cohérence avec la réalité historique. Le nom de Violette Ailhaud ni aucun des personnages ou événements mentionnés n'apparaît pas dans les registres d'état-civil ou dans les journaux de la région. Le nom du personnage de Violette semble inspiré du chef de la rébellion républicaine qui s’appelait André Ailhaud, mais habitait à Volx et n'a pas eu de fille aux dates mentionnées. Au niveau du récit, il semble impossible historiquement que, pendant deux ans, personne n'ait jamais cherché à parcourir les quelques kilomètres qui séparent le village du roman des autres villages ou villes alentour.
D'après une enquête du journaliste Vincent Quivy, de Slate, ce récit aurait en réalité été écrit par Maria Borrély (1890-1963).
En 2023, Jean Darot, fondateur des Éditions Parole, a déclaré publiquement avoir écrit lui-même L’homme semence. Une nouvelle version, signée Violette Ailhaud et Jean Darot est publiée aux éditions Passiflore en octobre 2023.

## Contexte historique
Une des versions de l'ouvrage présente une postface de Jean-Marie Guillon, historien à l'Université de Provence et membre de l'association 1851 pour la mémoire des Résistances républicaines et plus particulièrement de l'insurrection de décembre 1851.

## Adaptations
L'Homme semence a fait l'objet de plusieurs adaptations illustrées, et d'un certain nombre d'adaptations théâtrales.

### Versions illustrées
- Bande dessinée illustrée par Laetitia Rouxel et Mandragore, coéditée par Parole et par L'Œuf[15].

### Adaptations théâtrales
L'Homme semence a fait l'objet d'un grand nombre d'adaptations de théâtre, danse et conte, notamment :
- Compagnie L'Étoile du sud, adaptation et mise en scène d'Estelle Guihard[16] ;
- Compagnie du Théâtre de l'arbre à plume[17].

### Festival
Les 31 mai, 1er et 2 juin 2013, un festival a été organisé sur sept communes des Alpes-de-Haute-Provence (Clumanc, Barrème, Mézel, Estoublon, Montfort, Le Poil, Digne-les-Bains) où de nombreux artistes ont interprété L'Homme semence. Ces trois jours ont été l'occasion de montrer 19 spectacles de théâtre, conte, danse, lecture, des expositions et des conférences, des ateliers dans les écoles, et se sont terminées par un pique-nique-rencontre au village du Poil, village abandonné où Violette Ailhaud est censée avoir fini sa vie, autour de l'acteur Rufus.

### Adaptation cinématographique
- Le Semeur, film de Marine Francen, 2017.

### Livre audio
Il existe une version audio du livre, disponible à la Bibliothèque sonore de Hyères.